# Spårvägens FF
Der Spårvägens FF ist ein schwedischer Fußballverein in Stockholm. Der Klub spielte mehrere Jahre in der zweithöchsten schwedischen Spielklasse.

## Geschichte
Der Spårvägens FF ging aus dem Spårvägens GoIF hervor. Beim 1919 gegründeten Sportverein bildete sich 1969 eine Fußballabteilung, die zunächst nur unterklassig antrat. Anfangs schwankte die Mannschaft zwischen drittem und fünftem Liganiveau. Am Ende der Spielzeit 1982 kehrte der Klub in die Drittklassigkeit zurück, wo sich die Mannschaft schnell im vorderen Ligabereich etablierte. 1985 zog sie als Staffelsieger der Division 3 Östra Svealand in die Aufstiegsspiele zur zweiten Liga ein, scheiterte dort jedoch an Enköpings SK. Als Vizemeister im folgenden Jahr überstand die Mannschaft eine Ligareform in der dritten Liga und spielte unter dem Namen Stockholms Spårvägars GoIF auch in der konzentrierten Liga im vorderen Ligabereich mit. Nach Vizemeisterschaften hinter Väsby IK respektive Motala AIF gelang dem Klub am Ende der Spielzeit 1989 mit 22 Siegen in 26 Saisonspielen und daraus resultierend elf Punkten Vorsprung auf Vizemeister IFK Östersund erstmals der Aufstieg in die Zweitklassigkeit.
In der zweiten Liga setzte sich die Fußballmannschaft des Spårvägens GoIF im vorderen Ligabereich fest. Nachdem in der Debütsaison die Spielzeit als Tabellenvierter beendet worden war, gelang in der folgenden Spielzeit in der Frühjahrssaison der sechste und in der Herbstsaison der zweite Rang. Im selben Jahr löste sich die Fußballabteilung vom Gesamtverein und trat in der Folge unter dem Namen Mälarvik Spårvägens FF. Unter der neuen Bezeichnung belegte der Klub sowohl in Frühjahrs- und Herbstspielzeit 1992 sowie nach Rückkehr zur Spielweise im kompletten Kalenderjahr in der Spielzeit 1993 den vierten Tabellenplatz.
Nachdem zur Spielzeit 1994 der Name auf Spårvägens FF verkürzt worden war, folgte als Tabellenletzter zusammen mit Spånga IS und Kiruna FF der Abstieg in die dritte Liga. Der Absteiger dominierte seine Drittligastaffel und stieg mit neun Punkten Vorsprung auf Tyresö FF direkt wieder auf. Der Neuling überraschte und belegte hinter Västerås SK und Hammarby IF den dritten Tabellenplatz, wobei fünf Punkte zum Erreichen des Relegationsplatzes zur Allsvenskan fehlten. Diesen Erfolg konnte die Mannschaft nicht bestätigen und schaffte in der folgenden Saison lediglich aufgrund der besseren Tordifferenz gegenüber den punktgleichen Lira Luleå BK und Enköpings SK den Klassenerhalt. Nach einem zehnten Platz 1998 verpasste der Klub als Tabellenletzter der Spielzeit 1999 die Qualifikation zur neu geschaffenen Superettan deutlich und kam in die dritte Liga. 
Nach einem zweiten Rang in der ersten Spielzeit auf dem dritten Liganiveau setzte sich Spårvägens FF im mittleren Tabellenbereich fest. Bei einer erneuten Ligareform im Anschluss an die Spielzeit 2005 verpasste der Klub abermals den Klassenerhalt und rutschte in die Viertklassigkeit ab. Dem Absturz in die Fünftklassigkeit entging die Mannschaft in der anschließenden Spielzeit erst in den Relegationsspielen, ein Jahr später ließ er sich als Tabellenvorletzter nicht mehr vermeiden. In der fünften Liga spielte die Mannschaft um den Wiederaufstieg, der 2009 in den Aufstiegsspielen verpasst wurde.